# Enrico Loffredo
Enrico Loffredo (Napoli, 1507 – Trento, 6 marzo 1547) è stato un vescovo cattolico italiano.

## Biografia
Nato a Napoli nel 1507, era figlio di Francesco, presidente del Regio Consiglio, e di Beatrice Caracciolo. Apparteneva alla famiglia Loffredo, importante famiglia napoletana; lo zio Sigismondo Loffredo, fu noto giurista del Regno di Napoli. Ebbe due fratelli: Pirro e Ferdinando, che in seguito divenne governatore di Otranto.
Avviato fin dalla tenera età alla carriera ecclesiastica, a soli ventiquattro anni, il 18 dicembre 1531 fu nominato vescovo di Capaccio, cattedra che gli fu lasciata dallo zio materno Tommaso Caracciolo. La nomina gli fu concessa, con ogni probabilità, grazie ai legami di parentela e alla dimestichezza con il cardinale Cristoforo Madruzzo, vescovo di Trento. La consacrazione avvenne dietro presentazione regia e con il consenso di papa Clemente VII, il quale, dopo avergli concesso una dispensa sia per l'età sia, a quanto sembra, per una presunta irregolarità dei natali, confermò la designazione il 5 gennaio 1532.
Il 20 aprile 1545 fu scelto dal viceré di Napoli come uno dei quattro vescovi di fiducia che avrebbero dovuto tutelare gli interessi del Regno nel concilio da poco convocato a Trento. Assieme a Giovanni Salazar, vescovo di Lanciano, Giovanni Fonseca, vescovo di Castellammare, e Coriolano Martirano, vescovo di San Marco Argentano, rappresentò tutta la Chiesa meridionale, grazie al meccanismo delle procure.